# Cantus in Memoriam Benjamin Britten
Cantus in Memoriam Benjamin Britten ist eine Komposition des estnischen Komponisten Arvo Pärt aus dem Jahr 1977. Sie gilt als eines der bekanntesten Werke von Pärt und ist ein frühes Beispiel für den von ihm entwickelten Tintinnabuli-Stil.

## Komposition
Das Stück wurde als Proportionskanon in a-Moll für zehnstimmiges Streichorchester und Glocke komponiert. Diese ist auf den Ton A gestimmt und bildet das tonale Zentrum des Stückes. Es handelt sich um einen Augmentations-Kanon (Augmentation: lat. augmen „Vermehrung, Zuwachs“, in diesem Kontext: Vergrößerung von Notenwerten und Intervallen).
Das Stück steht im 6/4-Takt und beinhaltet einen ständigen Wechsel von kurzen und langen Notenwerten. Es beginnt mit Glockenschlägen, die in Gruppen mit Abständen von 18 Taktschlägen erklingen. Jede dieser Gruppen besteht aus drei A, die jeweils in einem Abstand von 12 Taktschlägen gespielt werden. Diese Glockenschläge ziehen sich (mit einer Unterbrechung) durch das ganze Stück, allerdings vermittelt das Cis als der vierte Oberton der Glocke den Eindruck, dass es sich um ein A-Dur-Stück handelt (vgl. Picardische Terz).
Unter den Instrumenten des Orchesters sind zwei mal zwei Violinstimmen vertreten, außerdem Bratschen, Celli und Kontrabässe mit jeweils zwei Stimmen. Die erste Stimme jeder Instrumentenart spielt die für das Stück charakteristische absteigende a-Moll-Tonleiter, die zweite Stimme jeweils nur die Töne des a-Moll-Dreiklangs, die jeweils unter den Tönen der ersten Stimme liegen (Beispiel: Erste Stimme spielt ein G, zweite Stimme spielt ein E). Alle ersten bzw. zweiten Substimmen spielen jeweils die gleiche Melodie, wobei jede Hauptstimme jeweils eine Oktave tiefer und im halben Tempo der vorherigen Stimme spielt, wodurch die oben erwähnte Augmentation entsteht. Demzufolge endet die Komposition, wenn der Kontrabass als tiefste Stimme die Melodie beendet hat.
Das Stück beginnt sehr leise im Pianissimo, baut aber allmählich eine größere Lautstärke auf, die durch die hinzukommenden Instrumente entsteht. Der Klangeindruck ist komplex, obwohl das Prinzip der Komposition ein relativ einfaches ist. Dieses Phänomen beruht u. a. auf Pärts Tintinnabuli-Stil.

## Musikalische Aussage
Das Stück kann als Meditation über den Tod angesehen werden. Der Autor der Biographie Pärts, Paul Hillier, sagt, dass „die Art und Weise zu leben von unserer Beziehung zum Tod abhängt: Wie Musik gestaltet wird, hängt von der Beziehung zur Stille ab.“ Demnach wird dieses Stück durch die Stille am Anfang sowie am Ende geprägt. Obwohl die verschiedenen Instrumente nacheinander hinzukommen, spielen sie genau genommen von Beginn an. Die Stille schafft einen Rahmen um das Stück und hat eine religiöse oder spirituelle Bedeutung. Sie verdeutlicht den Gedanken, dass wir aus der Stille entstehen und auch zur Stille zurückkehren werden.
Auch wenn Arvo Pärt vorwiegend für seine religiösen Stücke bekannt ist, ist dieses Stück nicht primär auf religiöse Motive zurückzuführen. Nach eigener Aussage Pärts fällt das „Unwichtige“ weg, da ihn das Komplizierte verwirrt. Es reiche, wenn man eine einzige Note schön spiele. Für Pärt ist wichtig, dass alles eins wird. Deshalb ist der entstehende Dualismus nur scheinbar vorhanden. Die natürliche a-Moll-Tonleiter hat historische Verbindungen. Pärt nutzt verschiedene Modi eines Systems, die besonders von der frühen liturgischen Musik beeinflusst wurden und aus der Zeit stammen, bevor Dur und Moll in der westlichen Musik populär wurden. Jeder dieser Modi hat einen individuellen Charakter. Der Kirchenmodus enthält eine aufsteigende natürliche, diatonische Tonleiter, die sich wiederum dadurch auszeichnet, dass die Bezeichnungen der Töne, die benutzt werden, alle mit einem verschiedenen Buchstaben beginnen müssen und dass zwischen benachbarten Stufen keine verminderten oder übermäßigen Intervalle auftreten dürfen (Aeolian-Stil). Arvo Pärt lässt sich hier von diesem Stil inspirieren.
Das Stück wurde aufgrund seines musikalischen Charakters als Hintergrundmusik bei Filmen, Fernsehdokumentationen und Serien verwendet.

## Intention
Arvo Pärt komponierte das Stück als Hommage an den 1976 verstorbenen Künstler Benjamin Britten, dessen Musik er erst kurz vor seinem Tod schätzen gelernt hatte. Pärts Wunsch, Britten persönlich zu treffen, blieb aufgrund der politischen Differenzen zwischen der UdSSR und England sowie des frühen Todes Brittens unerfüllt.
Als Reaktion auf Brittens Tod sagte Pärt in einer Rede: „Warum hat das Todesdatum Benjamin Brittens – 4. Dezember 1976 – eine solche Reaktion in mir ausgelöst? Während dieser Zeit war ich offensichtlich an einer Stelle angelangt, in der ich die Größe eines solchen Verlustes erkannt habe. Unbeschreibliche Schuldgefühle, sogar mehr als dies, kamen in mir auf. Gerade hatte ich Britten für mich entdeckt. Erst kurz vor seinem Tod fing ich an, die Reinheit seiner Musik schätzen zu lernen. Sie beeindruckte mich in ähnlicher Weise wie die Balladen von Guillaume de Machaut. Außerdem wollte ich Britten über einen langen Zeitraum hinweg auch persönlich kennenlernen – und jetzt werde ich nie die Möglichkeit dazu haben.“